# Dusjanbe
Dusjanbe (tadzjikiska: Душанбе) är huvudstaden i Tadzjikistan. Den har omkring 720 300 invånare (år 2010). I staden finns ett universitet samt den tadzjikiska vetenskapsakademin. Staden ligger cirka 800 meter över havet i Gissardalen sydväst om bergskedjan Alajbergen. Genom staden flyter floden Dusjanbinka. Invånarna är till 83,4 % tadzjiker, 9,1 % uzbeker, 5,1 % ryssar och 2,4 % övriga nationaliteter.
Stadens namn betyder "måndag", vilket var den dag i veckan då det hölls marknad för såväl stadens befolkning som för invånarna i omkringliggande byar.

## Industri och näringsliv
Dusjanbe är en betydande producent av bomull. Andra viktiga industrier är maskin-, elektro-, livsmedels- och annan textilindustri, främst silke och läder. I staden finns även en stor cementfabrik. Turism och ekoturism är en växande sektor för inkomster till staden.
I närbelägna gruvor, vid städerna Nurek och Kulob, utvinns kol, bly och arsenik. Nurekdammen i närheten av Dusjanbe är världens högsta vattenkraftsdamm.

## Klimat
Dusjanbe har inlandsklimat med kalla vintrar och varma somrar. Årsmedeltemperaturen är 14,7 °C, medeltemperaturen i januari är 2,1 °C och i juli 27,1 °C. Området har torrperiod från slutet av maj till mitten av oktober. Den årliga nederbördsmängden är 569 mm.

## Historia
Ända fram till 1800-talet var Dusjanbe en relativt liten by. En på måndagar återkommande marknad gav orten dess namn, "måndag". Staden växte fram först under 1900-talet sedan Dusjanbe och det som idag är Tadzjikistan blivit en del av Sovjetunionen.
Dusjanbe tjänade som huvudort för de tadzjiker, så kallade Basmatji-rebeller, som kämpade mot bolsjevikerna under ledning av Ibrahim Bek och med stöd av Mohammed Alim khan, emir av Buchara. Basmatji-rebellerna intog staden i februari 1922, men blev besegrade av bolsjevikerna 14 juli 1922.
Från 1929, då den blev huvudstad i Tadzjikiska SSR, till 1961 kallades den Stalinabad efter Josef Stalin. Namnbytet tillbaka till Dusjanbe var ett led i Nikita Chrusjtjovs kampanj att ta bort spår efter Stalin i Sovjetunionen i den så kallade avstalinisteringen.
1990 uppstod flera demonstrationer och kravaller efter ett rykte om att Sovjetunionens regering planerade att tvångsförflytta tusentals armeniska flyktingar till Tadzjikistan.
Kort efter det att staden 1991 blivit det självständiga Tadzjikistans huvudstad skadades den svårt under det tadzjikiska inbördeskriget (1992-1997). Efter inbördeskriget moderniserades staden, med bredare gator och flervåningshus, och flera statyer och monument restes till minne av stadens persiska och iranska ursprung.
I november 2007 dödades en 77-årig man av en bomb som placerats ut i en plastkasse utanför Enhetspalatset (Кохи Ваҳдат), regeringspartiet Tadzjikistans demokratiska folkpartis högkvarter, något som betecknades som ett terrordåd av myndigheterna.

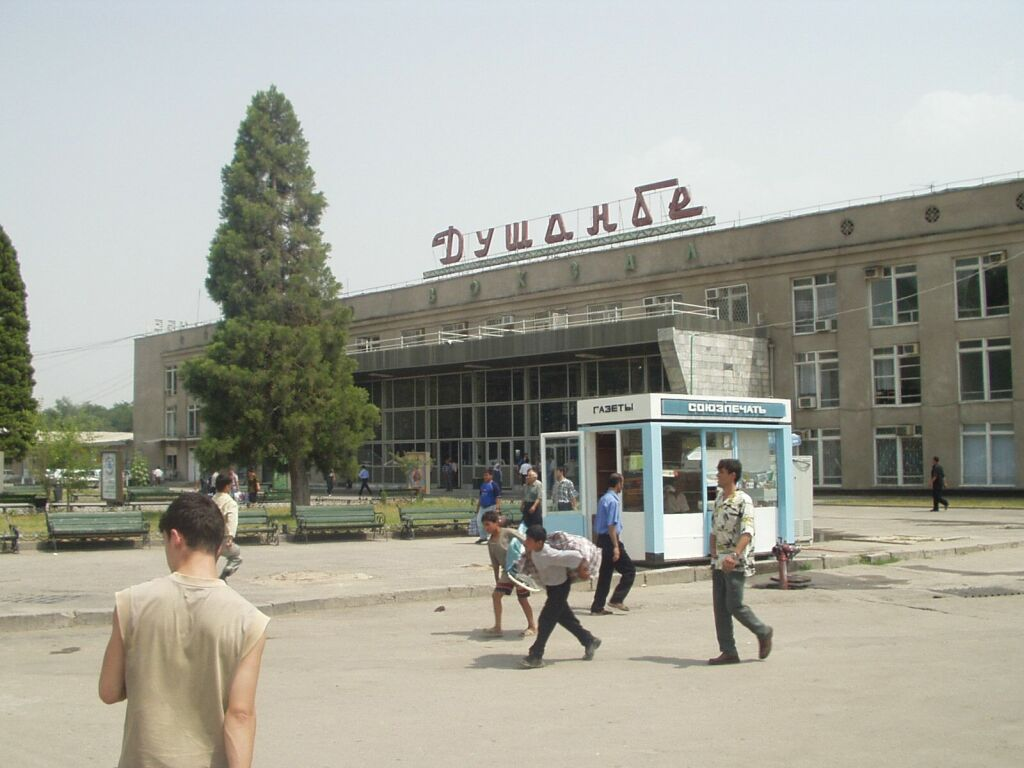
Dusjanbes järnvägsstation

## Kommunikationer
Dusjanbe fick en järnvägsförbindelse 1929, något som bidrog till stadens snabba tillväxt.
1964 byggdes Dusjanbes internationella flygplats. Flygplatsen har avgångar till Afghanistan, Iran, Kazakstan, Kina, Kirgizistan, Ryssland och Turkiet.

## Sevärdheter
Staden har många parker och grönområden som lockar många besökare.
Dusjanbes zoo fick ekonomiska problem efter Sovjetunionens fall och blev illa åtgånget under inbördeskriget, men har fortfarande ett antal djur till beskådan.
Ett 30 meter högt monument över Samanidernas store ledare Ismail Samani (Ismail I) är ett populärt turistmål.
I Tadzjikistans nationalmuseum finns Centralasiens största Buddhastaty, en 14 meter lång liggande Buddha.

## Sport
- Istiqlol Dusjanbe (professionell fotbollsklubb)
- CSKA Pomir (professionell fotbollsklubb)
- Republiksstadion (kapacitet: 22 000)[2]
- Stadion Politekhnikum (CSKA MORT) (kapacitet: 2 000)[3]

## Galleri

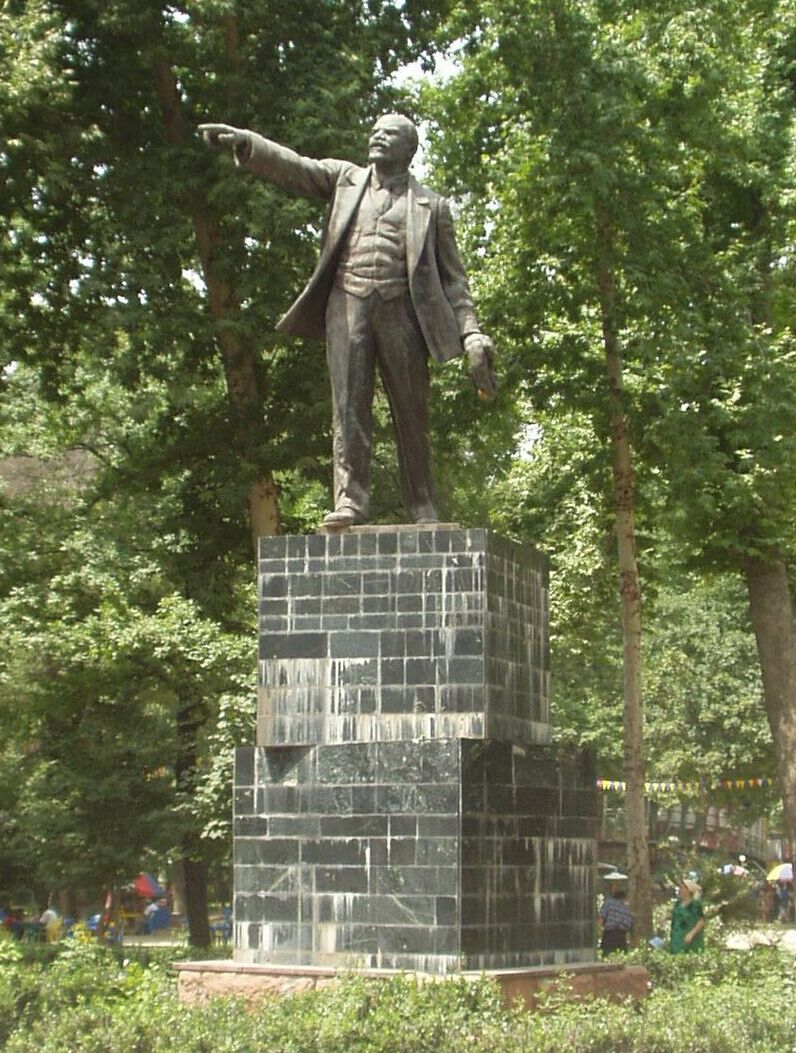
Leninstaty i Dusjanbe
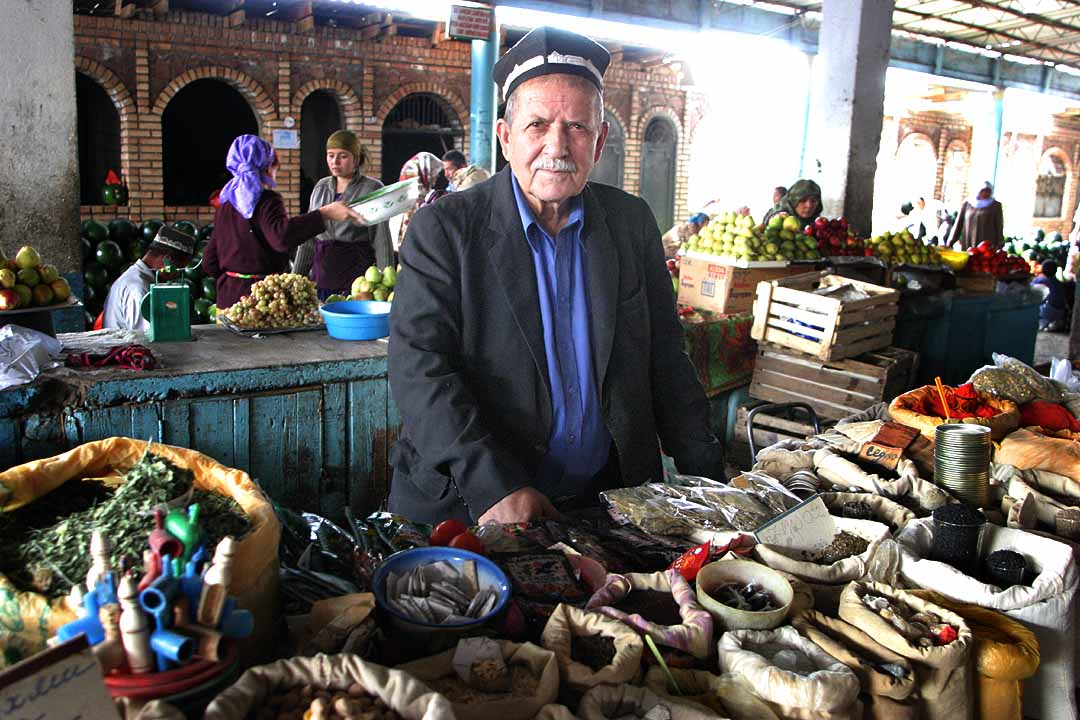
Försäljare på Dusjansbes basar

## Militär
Franska, amerikanska och ryska trupper är stationerade strax utanför staden. Farkhor, en indisk militär flygbas, ligger 130 kilometer utanför staden. Dusjanbes flygplats är av så kallad joint-typ och kan användas av både civila och militära flygplan.

## Vänorter
Dusjanbe har tio vänorter:
- Kabul, Afghanistan
- Shiraz, Iran
- Moskva, Ryssland
- Sankt Petersburg, Ryssland
- Akhisar, Turkiet
- Boulder, Colorado, USA
- Klagenfurt, Österrike
- Ankara, Turkiet
- Lahore, Pakistan
- Sanaa, Jemen
- Lusaka, Zambia